# Zanim przywędrowały dinozaury
Zanim przywędrowały dinozaury lub Wędrówki z potworami, (Before the Dinosaurs: Walking With Monsters) – trzyodcinkowy serial przyrodniczy poświęcony życiu na Ziemi przed pojawieniem się dinozaurów. Wyprodukowany przez BBC w 2005 roku, stanowi prequel seriali: Wędrówki z dinozaurami i Wędrówki z bestiami. W Polsce premiera nastąpiła w kwietniu 2006 roku na antenie TVP2. W oryginalnej wersji lektorem jest Kenneth Branagh, natomiast w polskiej – Maciej Gudowski, tłumaczem i redaktorem serii – Dorota Gostyńska, konsultantami wersji polskiej są: Izabela Olejniczak i Paweł Boniecki.

## Odcinek pierwszy
Odcinek został wyemitowany 8 grudnia 2005 roku. 

Kambr – 530 mln lat temu:
- Anomalocaris
- Haikouichthys
- Trylobity
- Meduzy ("zagrane" przez współczesne zwierzęta)
- Krążkopławy ("zagrane" przez współczesne zwierzęta)

Sylur – 418 mln lat temu:
- Cephalaspis
- Brontoscorpio anglicus
- Cameroceras
- Pterygotus
- Jeżowce ("zagrane" przez współczesne zwierzęta)
- Gąbki ("zagrane" przez współczesne zwierzęta)

Dewon – 360 mln lat temu:
- Hynerpeton
- Hyneria
- Stethacanthus
- Skorpion ("zagrany" przez współczesne zwierzę)

## Odcinek drugi
Odcinek został wyemitowany 15 grudnia 2005 roku. 

Karbon – 300 mln lat temu.
- Petrolacosaurus
- pająk z grupy Mesothelae
- Arthropleura
- Meganeura
- Proterogyrinus

Wczesny perm – 280 mln lat temu.
- Dimetrodon
- Edafosaurus
- Seymouria
- Ważki ("zagrane" przez współczesne zwierzęta)

## Odcinek trzeci
Odcinek został wyemitowany 19 grudnia 2005 roku. 

Późny perm – 250 mln lat temu.
- Gorgonops
- Diiktodon
- Skutosaurus
- Rhinesuchus

Wczesny trias – 248 mln lat temu.
- Lystrosaurus
- Euparkeria
- Euchambersus
- Proterosuchus
- Ważki ("zagrane" przez współczesne zwierzęta)

## Błędy
W serialu występuje kilka błędów budzących kontrowersje.
- Euparkeria nie jest przodkiem dinozaurów, a jedynie ich krewnym.
- Gorgonops, diiktodon i rinezuch nie występowały na Syberii, tylko w Afryce. Wprawdzie wtedy wszystkie kontynenty były połączone w jeden superkontynent, więc któreś z tych zwierząt mogło przedostać się do Rosji, ale nie ma na to dowodów.
- W pierwszym odcinku jest przedstawiony brontoskorpion polujący na Cephalaspis. Naprawdę nie mogło do tego dojść, gdyż brontoskorpion występował w sylurze, w cefalaspis w dewonie.
- Pterygotus nie był największym stawonogiem wszech czasów.